# M&S Bank Arena
M&S Bank Arena – wielofunkcyjna hala widowiskowo-sportowa w Liverpoolu, otwarta w 2008 roku. W obiekcie odbywają się imprezy sportowe, spektakle komediowe i koncerty.

## Budowa i funkcjonowanie
Hala została otwarta w styczniu 2008 roku jako Echo Arena, wraz z wydarzeniem inaugurującym Liverpool jako tamtoroczną Europejską Stolicę Kultury, a od otwarcia arena przyciągnęła ponad 5 milionów gości na ponad 3800 wydarzeń, a także wygenerowała 1,6 miliarda funtów korzyści ekonomicznych dla regionu miasta. Wraz z budynkiem BT Convention Centre jest jedną z części kampusu Arena and Convention Centre (ACC) – wielofunkcyjnego kompleksu na dawnym King's Dock, składającego się z areny, centrum kongresowego i wystawienniczego, położonego nad brzegiem zabytkowego nabrzeża Liverpoolu. ACC został w całości zaprojektowany przez architektów firmy Wilkinson Eyre. Obiekt posiada sześć szatni dla widzów, pięć szatni dla zespołów sportowych, dwa biura promotorów oraz piwnicę, gdzie mogą parkować pojazdy o pojemności do 38 ton. Pod względem wydajności arena jest jedenastym największym obiektem w Wielkiej Brytanii. Hala jest jednym z najbardziej ekologicznych miejsc w Europie; jej celem jest zmniejszenie do połowy emisji CO2, której można by się spodziewać po budynku tej wielkości. Kompleksy oświetlenia, temperatury, zużycia energii elektrycznej, zbiornika na wodę deszczową oraz zbiornika na wodę do spłukiwania WC przyczynia się do dostaw energii elektrycznej dla Liverpoolu. Dzięki swojej konstrukcji M&S Bank Arena otrzymała ciąg wyróżnień środowiskowych i architektonicznych. Otrzymała ocenę „bardzo dobrą” na skali BREEAM.
Otwarcie siostrzanego obiektu Exhibition Centre Liverpool we wrześniu 2015 roku zaowocowało szerszą ofertą na koncerty na stojąco i międzynarodowe imprezy sportowe, a miejsce to można przekonwertować na „Space by M&S Bank Arena” – elastyczną przestrzeń rozrywkową mogąca pomieścić do 7000 osób stojących. Naprzeciwko ACC znajduje się liverpoolskie audytorium.
Wieczorem 31 grudnia 2017 na sąsiednim wielopoziomowym parkingu wybuchł pożar, w wyniku którego odwołano odbywający się na arenie International Horse Show. Praktycznie każdy z 1400 samochodów został zniszczony, ale nie zgłoszono żadnych poważnych szkód dla ludzi ani koni, z których podczas pożaru ok. 80 zostało bezpiecznie ewakuowanych z tymczasowej stajni wybudowanej na poziomie parteru parkingu i przetrzymywanej na podłodze ujeżdżalni oraz na terenie otaczającym budynek. Konstrukcja musiała zostać później rozebrana, a samochody usunięte. 5 kwietnia 2018 na zawał serca podczas meczu Premier League Darts w Echo Arena zmarł brytyjski darter, wielokrotny mistrz świata Eric Bristow.
W listopadzie 2018 roku ogłoszono, że arena zostanie przemianowana na M&S Bank Arena w ramach umowy sponsorskiej z firmą M&S Bank. Nazwa weszła w życie 7 stycznia 2019 roku, jednak Liverpool Echo pozostał partnerem biznesowym hali. Podczas zawodów lub wydarzeń, w których niedozwolone są nazwy partnerskie, używa się nazwy Liverpool Arena.

## Wydarzenia

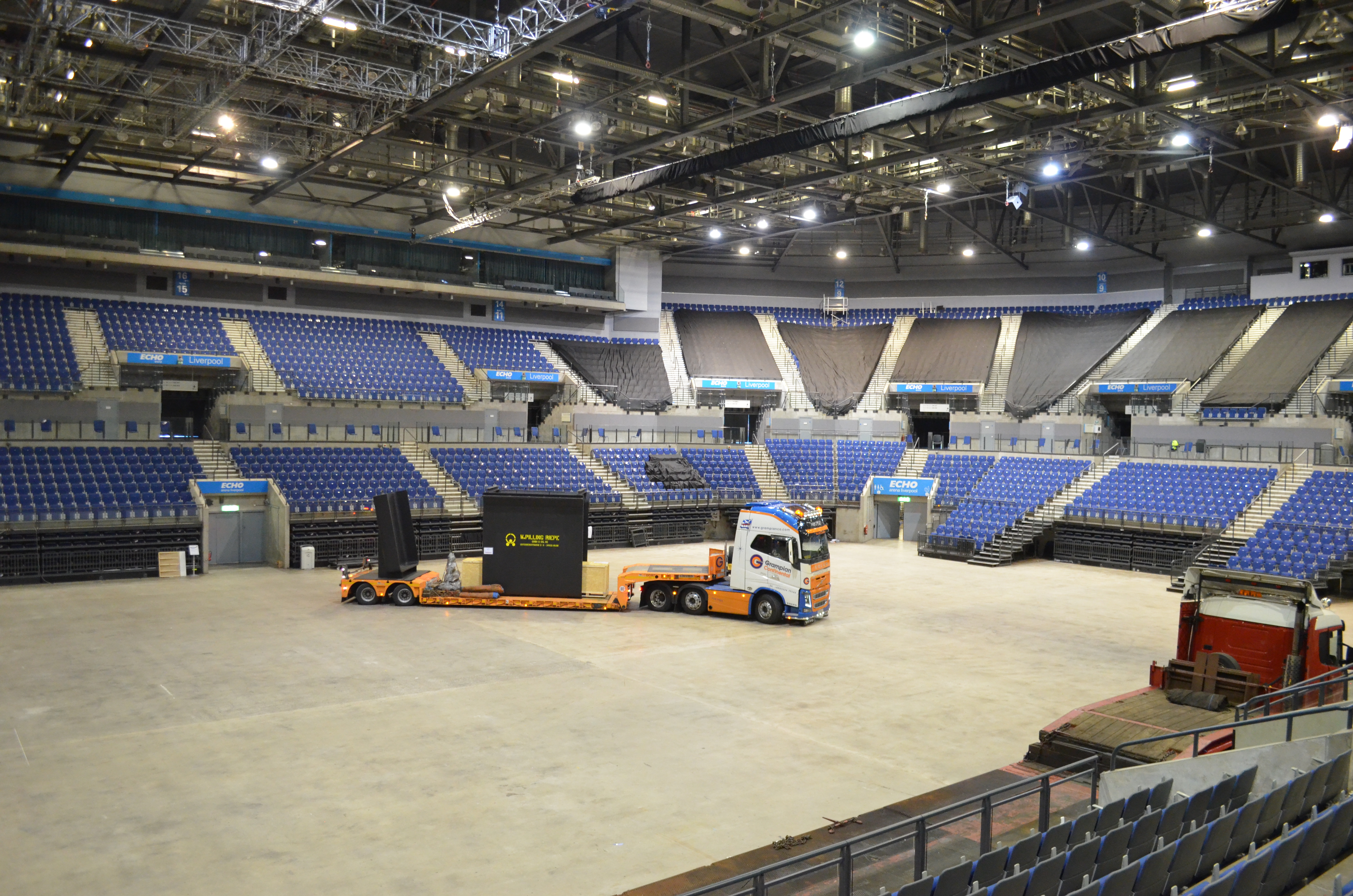
Wnętrze areny w czerwcu 2015 roku

Na M&S Bank Arena odbyły się koncerty następujących gwiazd: Alexandra Burke, The Pussycat Dolls, Rihanna, Arctic Monkeys, Australian Pink Floyd Show, Backstreet Boys, Beyoncé Knowles, Boyzone, Andrea Bocelli, Michael Bublé, Eric Clapton, Kelly Clarkson, Coldplay, Bob Dylan, Def Leppard, Duffy, Duran Duran, Estelle, Evermore, Girls Aloud, Elton John, JLS, Justin Bieber, Kaiser Chiefs, Kasabian, Kid Rock, Kings of Leon, The Killers, Kiss, Lady Gaga, Leona Lewis, Pixie Lott, Muse, Rod Stewart, McFly, N-dubz, Nickelback, Oasis, Katy Perry, Paramore, Pink, Queen + Paul Rodgers, REO Speedwagon, Cliff Richard, Rihanna, Diana Ross, Leo Sayer, The Saturdays, The Shadows, The Script, Stereophonics, Tinchy Stryder, Styx, Tiësto, Tinie Tempah, UB40, Usher, Roger Waters, Kanye West, Westlife i Whitesnake. 
9, 11 i 13 maja 2023 w Arenie odbył się 67. Konkurs Piosenki Eurowizji.
Mimo napiętego harmonogramu koncertów na M&S Bank udało się także zorganizować imprezy sportowe. Obiekt gościł liverpoolski zespół koszykówki Mersey Tigers. W 2008 na obiekcie odbyła się rywalizacja w grach strażackich. W 2009 zostały rozegrane mecze piłki ręcznej: Polska – Wielka Brytania i Wielka Brytania – Finlandia. Na arenie także rozegrano zawody: boksu, wrestlingu, badmintona, koszykówki, piłki nożnej i wielu innych dyscyplin. W 2010 przy Echo Arena wystartował maraton Liverpoolu.